# Nsimalen (Mfou)
Pour les articles homonymes, voir Nsimalen.

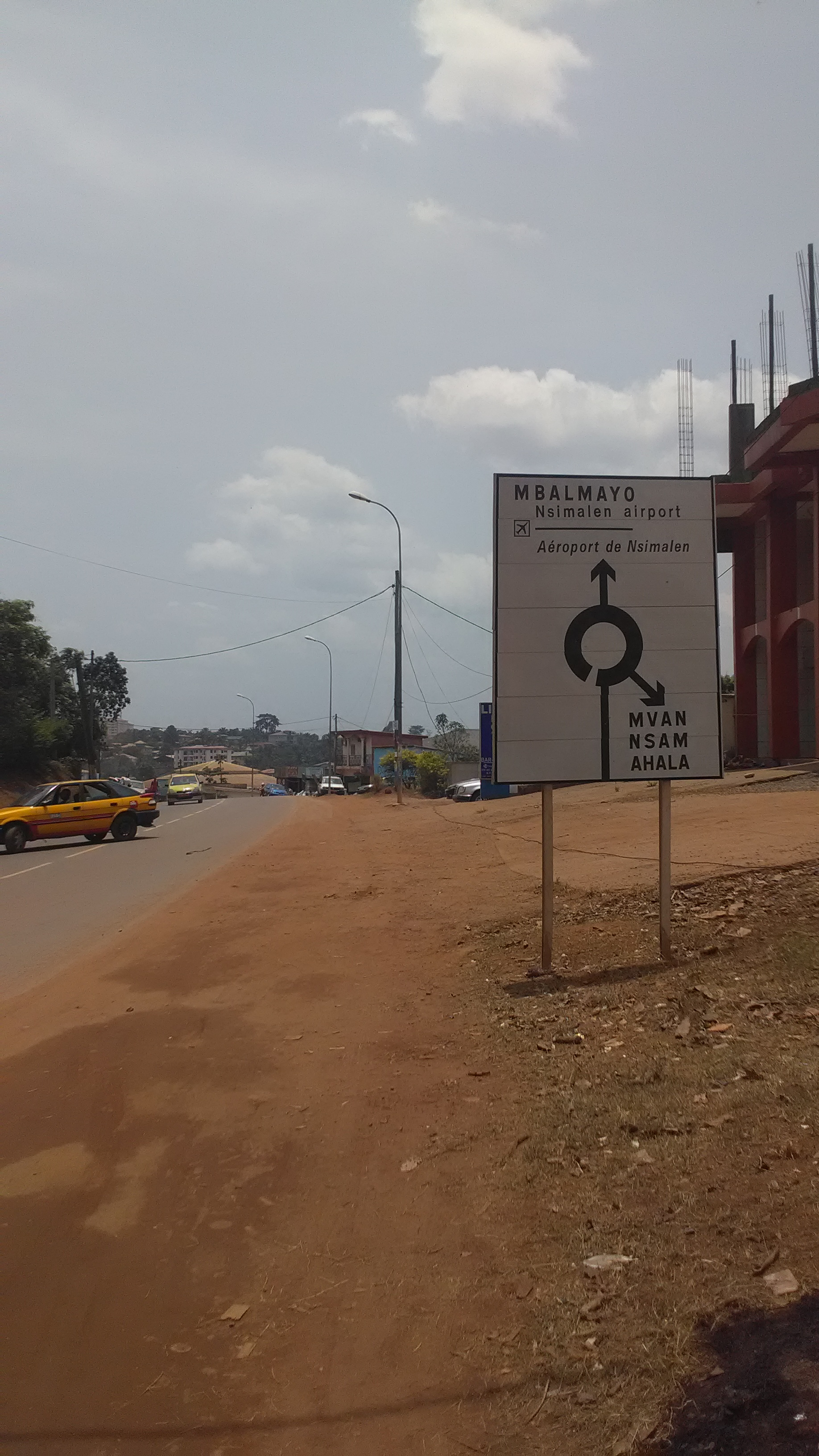
Accès à l'aéroport.

Nsimalen est une bourgade du Cameroun située dans la région du Centre et le département du Méfou-et-Afamba, à environ 20 km de Yaoundé. Elle fait partie de la commune de Mfou.

## Population
En 1965, 350 personnes y ont été dénombrées, principalement des Bané. À cette date le village était doté d'une école, d'un centre d'apprentissage et d'une mission catholiques.
Lors du recensement de 2005, la localité comptait 630 habitants.